# Apsorpcijska spektroskopija
Apsorpcijska spektroskopija se odnosi na spektroskopske tehnike koje mjere apsorpciju zračenja, nastalu zbog interakcije s uzorkom, kao funkciju frekvencije ili valne duljine. Uzorak apsorbira energiju (npr. fotone) iz izvora zračenja pri čemu postoji razlika u intenzitetu apsorpcije u zavisnosti od frekvencije. Zavisnost intenziteta apsorpcije od frekvencije (ili valne duljine) predstavlja apsorpcioni spektar. Apsorpciona spektroskopija ima primjenu u analitičkoj kemiji kao tehnika kojom je moguće kvalitativno i kvantitativno odrediti neku supstancu (npr. infracrvena spektroskopija, UV-vidljiva spektroskopija).

## Apsorpcijski spektar
Apsorpcijski spektar neke kemijske tvari predstavlja dio upadnog zračenja koji je supstanca apsorbirala u određenom području frekvencija. Apsorpcijski spektar je prvenstveno određen atomskim i molekularnim sastavom kemijske tvari. Najveća je vjerojatnoća da će zračenje biti apsorbirano na frekvencijama koje odgovaraju energetskoj razlici između energetskih nivoa molekule. Apsorpcija koja se događa zbog prelaza između dva energetska stanja predstavlja apsorpcionu liniju, a spektar se obično sastoji od većeg broja linija. U zavisnosti od sredine u kojoj se nalazi molekula, spektar će imati određenu širinu i oblik.

### Objašnjenje
Apsorpcijski spektar nastaje raščlanjivanjem zračenja propuštenoga kroz tvari koje djelomično propuštaju a djelomično apsorbiraju elektromagnetsko zračenje na svojstven, selektivan način. Frekvencije zračenja koje neka tvar apsorbira odgovaraju frekvencijama koje bi ta tvar emitirala u usijanom stanju (Kirchhoffov zakon toplinskog zračenja). Čvrste tvari emitiraju kontinuirani spektar, koji sadrži sve frekvencije vidljivog, infracrvenog i ultraljubičastoga područja. Nasuprot tomu, tvari u plinovitom stanju emitiraju diskontinuirani, linijski ili atomski spektar, sastavljen od niza diskretnih monokromatskih spektralnih linija to jest samo zračenje frekvencija karakterističnih za pobuđeni atom. Rendgensko linijsko zračenje atoma nastaje kada upadni snop visokoenergijskoga zračenja izbija elektrone iz dijela elektronskog oblaka u blizini jezgre atoma a nastale se šupljine popunjavaju skokom elektrona iz viših energijskih razina. Tumačenje nastanka takvih spektara dovelo je do razjašnjenja strukture pojedinih atoma (kvantna mehanika), a na temelju proučavanja emisijskih spektara zvijezda razjašnjena su njihova fizikalna i kemijska svojstva (spektralni razredi zvijezda).
Spektri emisije, apsorpcije, raspršenja i polarizacije elektromagnetskoga zračenja primjenjuju se za objašnjenje strukture molekula, a služe i u kvalitativnoj i kvantitativnoj kemijskoj analizi. Razdvajanje spektralnih linija opaža se kad se promatraju spektri koje emitiraju ili apsorbiraju atomi u magnetskom ili električnom polju, a te se pojave nazivaju Zeemanov učinak ili Starkov učinak.
Druge vrste spektara se od elektromagnetskih spektara razlikuju po načelima energijskih promjena u ispitivanim tvarima ili načinu detekcije, na primjer spektar energijske razdiobe elektrona ili maseni spektar iona prema omjeru njihove mase i naboja, a također i magnetski spektar koji nastaje kada katodne zrake nakon prolaska kroz magnetsko polje padnu na odgovarajući zaslon, akustički spektar kao prikaz jest amplituda (ili faza) pojedinih komponenata složenoga zvuka kao funkcije frekvencije i drugo.

### Kirchhoffovi zakoni spektroskopije
Promatramo li spektroskopom zrake bijele svjetlosti koje su prošle kroz pare nekog kemijskog elementa, vidjet ćemo da spektar više nije kontinuiran, već da se u njemu nalaze tamne linije. Te se tamne linije nalaze upravo tamo gdje bi inače bile svijetle linije u emisionom spektru pare. Znači da su pare, kroz koje je prošla bijela svjetlost, apsorbirale upravo one valne duljine bijele svjetlosti koje bi one emitirale kad bi same davale spektar. Takav spektar u kome se pojavljuju tamne linije zove se apsorpcijski spektar.
Sunčev spektar je tipični apsorpcijski spektar, kako je to utvrdio njemački fizičar J. Fraunhofer 1814. Naime zrake bijele svjetlosti koje izlaze iz Sunčeve jezgre prolaze kroz njegovu atmosferu, u kojoj se nalaze pare nekih kemijskih elemenata. Te pare apsorbiraju svjetlost onih valnih duljina koje bi one same emitirale. Tamne linije u spektru Sunca zovu se Fraunhoferove linije.
Na temelju toga G. R. Kirchoff je postavio zakon emisije i apsorpcije, koji kaže: Odnos između emisije, to jest energije zračenja nekog tijela, i apsorpcije, to jest energije koju tijelo apsorbira, konstantan je za sva tijela pri istoj temperaturi i istoj valnoj duljini zračenja. To znači, što više neko tijelo zrači zrake svjetlosti određene valne duljine pri određenoj temperaturi, to će ono tu svjetlost više apsorbirati pri istoj temperaturi.

## Osnovna teorija
Apsorpcijske linije su tipično klasificirane prema prirodi kvantno-mehaničke promjene inducirane u atomu ili molekuli. Na primjer rotacione linije se pojavljuju kada se mijenja rotaciono stanje molekule. Rotacione linije pripadaju mikrotvalnom dijelu spektra. Vibracione linije su posljedica promjene vibracionog stanja molekule i pripadaju infracrvenom području elektromagnetskog spektra.

## Poveznice
- Emisijski spektar
- Linijski spektar